# David Gutiérrez Palacios
David Gutiérrez Palacios (Hinojedo, Suances, Cantabria, 28 de julio de 1987), también conocido en el ámbito amateur como Guti, es un exciclista profesional español. 
Es el hermano menor de Iván Gutiérrez, también ciclista profesional. Se formó en las categorías inferiores del antiguo Saunier Duval pasando posteriormente al Camargo en 2009.
En 2008 se proclamó campeón de España sub-23 en ruta.
Para la temporada 2010, el Footon-Servetto, de categoría UCI ProTour, le firmó para una temporada dando así el salto al profesionalismo.

## Palmarés
No ha conseguido victorias como profesional.

## Equipos
- Footon-Servetto (2010)
- Gallo Team (2019)